# Obernbreit
Obernbreit – gmina targowa w Niemczech, w kraju związkowym Bawaria, w rejencji Dolna Frankonia, w regionie Würzburg, w powiecie Kitzingen, wchodzi w skład wspólnoty administracyjnej Marktbreit. Leży około 9 km na południe od Kitzingen, nad rzeką Breitbach, przy linii kolejowej Monachium – Ingolstadt – Würzburg.

## Demografia
| Rok  | Liczba mieszk. |
| ---- | -------------- |
| 1970 | 1543           |
| 1987 | 1484           |
| 2000 | 1794           |

## Polityka
Wójtem jest Bernhard Brückner (CSU). Jego poprzednikiem do 2002 był Friedrich Heidecker z SPD.

## Oświata
(na 1999)

W gminie znajduje się 75 miejsc przedszkolnych (z 55 dziećmi).